# Muusoctopus oregonensis
Muusoctopus oregonensis is een inktvissensoort uit de familie van de Enteroctopodidae. De wetenschappelijke naam van de soort werd voor het eerst geldig gepubliceerd in 1990 door Voss en Pearcy, als Benthoctopus oregonensis.